# Kula (Busovača, BiH)
Kula je naseljeno mjesto u općini Busovača, Federacija Bosne i Hercegovine, BiH.

## Stanovništvo

### 1991.
Nacionalni sastav stanovništva 1991. godine, bio je sljedeći:
ukupno: 396
- Hrvati - 306
- Muslimani - 80
- Jugoslaveni - 9
- ostali, neopredijeljeni i nepoznato - 1

### 2013.
Nacionalni sastav stanovništva 2013. godine, bio je sljedeći:
ukupno: 336
- Hrvati - 263
- Bošnjaci - 64
- Srbi - 2
- ostali, neopredijeljeni i nepoznato - 7